# ジェイコブ・リンドグレン
ジェイコブ・スティーブン・リンドグレン（Jacob Stephen Lindgren, 1993年3月12日 - ）は、アメリカ合衆国ミシシッピ州ハンコック郡ベイセントルイス出身のプロ野球選手（投手）。現在は、フリーエージェント（FA）。

## 経歴

### プロ入り前
2011年のMLBドラフト12巡目（全体369位）でシカゴ・カブスから指名されたが契約せず、ミシシッピ州立大学へ進学した。

### プロ入りとヤンキース時代
2014年のMLBドラフト2巡目（全体55位）でニューヨーク・ヤンキースから指名され、6月19日に契約。契約後はルーキー級ガルフ・コーストリーグ・ヤンキース1で1試合に登板後、7月1日にA級チャールストン・リバードッグスへ昇格。4試合に登板して1勝0敗1セーブ、防御率1.80、11奪三振の成績で、7月16日にA+級タンパ・ヤンキースへ昇格。A+級タンパでは6試合に登板して防御率1.23、17奪三振を記録した。8月5日にAA級トレントン・サンダーへ昇格。8試合に登板して1勝1敗、防御率4.76、18奪三振を記録した。
2015年はプロ2年目ながらメジャーのスプリングトレーニングに参加。AAA級スクラントン・ウィルクスバリ・レイルライダースで開幕を迎え、15試合に登板。1勝1敗3セーブ、防御率1.23、29奪三振の成績で、5月24日にヤンキースとメジャー契約を結んでアクティブ・ロースター入りした。5月25日のカンザスシティ・ロイヤルズ戦でメジャーデビュー。13点リードの8回表から登板し、2回を無安打無失点2四球2奪三振に抑えた。昇格後はリリーフとして7試合に登板し、奪三振率こそ10.3だったが、防御率5.14と安定せず、6月13日にAAA級スクラントン・ウィルクスバリへ降格し、同日に左肘の故障で7日間のマイナー故障者リスト入りした。6月21日に左肘の手術を行うことが決まり、9月7日に60日間の故障者リスト入りし、シーズンを終えた。
2016年3月13日、マイナー・オプションでAAA級スクラントン・ウィルクスバリに降格し、マイナーリーグのキャンプに移された。同年は結局メジャーで投げる機会を得られず、マイナーでも6試合のリリーフ登板で防御率5.14と結果を残せなかった。8月にはトミー・ジョン手術を受けた。オフの12月2日にFAとなった。

### ブレーブス時代
2016年12月4日にアトランタ・ブレーブスと1年60万ドル、出来高最大42万5000ドルで契約した。
2017年は前年の手術の影響でシーズンを全休した。
2018年は2度目のトミー・ジョン手術を受け、このシーズンも全休した。オフの11月2日にFAとなった。

### ホワイトソックス傘下時代
2019年1月5日にシカゴ・ホワイトソックスとマイナー契約を結んだ。
2021年はAAA級シャーロット・ナイツで8試合に登板し防御率10.13と結果を残せず、6月4日にFAとなった。

### 独立リーグ時代
2021年6月20日に独立リーグ・アメリカン・アソシエーションのカンザスシティ・モナークスと契約した。
2022年8月20日に自由契約となった。

## 詳細情報

### 年度別投手成績
| 年 度    | 球 団    | 登 板 | 先 発 | 完 投 | 完 封 | 無 四 球 | 勝 利 | 敗 戦 | セ 丨 ブ | ホ 丨 ル ド | 勝 率 | 打 者 | 投 球 回 | 被 安 打 | 被 本 塁 打 | 与 四 球 | 敬 遠 | 与 死 球 | 奪 三 振 | 暴 投 | ボ 丨 ク | 失 点 | 自 責 点 | 防 御 率 | W H I P |
| -------- | -------- | ----- | ----- | ----- | ----- | -------- | ----- | ----- | -------- | ----------- | ----- | ----- | -------- | -------- | ----------- | -------- | ----- | -------- | -------- | ----- | -------- | ----- | -------- | -------- | ------- |
| 2015     | NYY      | 7     | 0     | 0     | 0     | 0        | 0     | 0     | 0        | 0           | .000  | 29    | 7.0      | 5        | 3           | 4        | 0     | 0        | 8        | 0     | 0        | 4     | 4        | 5.14     | 1.28    |
| MLB：1年 | MLB：1年 | 7     | 0     | 0     | 0     | 0        | 0     | 0     | 0        | 0           | .000  | 29    | 7.0      | 5        | 3           | 4        | 0     | 0        | 8        | 0     | 0        | 4     | 4        | 5.14     | 1.28    |

- 2020年度シーズン終了時

### 背番号
- 64（2015年）